# Tuberculosa austini
Tuberculosa austini är en spindelart som beskrevs av Volker W. Framenau och Yoo 2006. Tuberculosa austini ingår i släktet Tuberculosa och familjen vargspindlar.
Artens utbredningsområde är Queensland. Inga underarter finns listade i Catalogue of Life.